# Весновка (село)
Весновка (укр. Веснівка) — село в Купчинецкой сельской общине Тернопольского района Тернопольской области Украины.
До 2020 года входило в Козовский район.
Код КОАТУУ — 6123082802. Население по переписи 2001 года составляло 93 человека.

## Географическое положение
Село Весновка находится в 3-х км от правого берега реки Стрыпа,
на расстоянии в 1 км от села Плоское и в 2,5 км от села Денисов.
По селу протекает пересыхающий ручей.
Через село проходит железная дорога, станция Весновка.

## История
- 1914 год — дата основания.